# Ludovico I Mattei
Ludovico Mattei, noto come Ludovico I o Ludovico il Vecchio per distinguerlo dai suoi discendenti omonimi (Roma, 1450 circa – Roma, 1513 o 1514), è stato un nobile, imprenditore e politico italiano.
Membro della famiglia romana dei Mattei, fu il principale fautore del successo economico e sociale della sua casata grazie alle sue attività mercantili, fondiarie e bancarie.

## Origini
Ludovico nacque a Roma da Giacomo Mattei, conte palatino, e da Giacoma Tomarozzi. Probabilmente laureatosi in legge (come deducibile dal suo titolo di legum doctor), sposò in seconde nozze, nel 1464, Giovanna di Marcello Capodiferro, dalla quale ebbe almeno sette figli: Saba (o Savo), Pietro Antonio, Domenico, Bernardino, Brigida, Gregoria (o Vergoria) e Antonio Maria.

## Attività economica
Esponente di un casato in netta ascesa dedito al commercio di bestiame e alla gestione di patrimoni terrieri, Ludovico seppe accrescere ulteriormente le capacità economiche della famiglia tramite l'attività creditizia. Nel corso dei decenni, reinvestì i suoi ingenti guadagni in un'accorta politica immobiliare e fondiaria tesa a consolidare lo status della sua famiglia nell'Urbe: nel 1473, acquistò una domus con fondaco nel rione Sant'Angelo, presso l'antico teatro di Balbo, (nucleo originario della futura Insula Mattei) dove si trasferì dalla nativa Trastevere; acquistò anche diverse tenute extra portam Portuensem, ossia al di fuori delle mura cittadine, tra la Magliana e l'Aurelia, tra le quali figurava anche la "casetta Mattei", che tutt'oggi dà il nome ad una zona del suburbio gianicolense.

## Attività politica

### Rapporti con la nobiltà romana
Il prestigio acquisito tramite i propri commerci e il ruolo di depositario o creditore di diverse casate nobili romane, come i Margani e i Porcari, permisero a Ludovico di stringere stretti legami personali con importanti nomi dell’aristocrazia capitolina e della Curia, tra i quali il cardinale Guillaume d’Estouteville, del cui figlio minorenne, Girolamo, Ludovico divenne procuratore, col compito di amministrare i suoi castelli di Nemi, Genzano e Civita Lavinia. Ludovico seppe sfruttare anche queste amicizie per rinsaldare il prestigio della propria famiglia tramite un'oculata politica matrimoniale: nel 1481 fece sposare il proprio primogenito, Saba, con Caterina, figlia del già citato cardinale d'Estouteville e di Girolama Tosti; mentre risale al 1490 il matrimonio di Pietro Antonio con Antonina, figlia del nobile Federico Capodiferro. Entrambi i matrimoni portarono ingenti doti nelle casse dei Mattei. Sua figlia Brigida, invece, fu data in sposa a Pietro Paolo Millini nel 1511.

### Da caporione a conservatore
Per via della propria conoscenza in materia di diritto, Ludovico venne più volte chiamato a fare da arbitro in varie dispute, e la fama di nobilis vir e l'autorevolezza così acquisite gli valsero la nomina a caporione. Nel 1470 venne eletto conservatore di Roma, incarico che ricoprì anche nel 1473, nel 1492 e nel 1506. Nel febbraio 1487, in occasione del carnevale, una cavalla di sua proprietà vinse per il suo rione il palio del velluto paonazzo. Nel marzo dello stesso anno, contribuì in qualità di caporione alla stesura delle Constitutiones  sulle doti e l'ornato volute da papa Innocenzo VIII.

### Ruolo negli scontri tra Colonna e Orsini
Nell'eterna lotta tra i Colonna e gli Orsini per il controllo di Roma, Ludovico era solito parteggiare per i primi. Per questo motivo subì diverse azioni di rappresaglia dai membri del partito opposto: nel 1482 subì diversi furti di bestiame, e nel 1484, in conseguenza della faida scoppiata dopo l'omicidio del protonotario Lorenzo Oddone Colonna, vide diverse delle sue tenute saccheggiate e venne addirittura rinchiuso per qualche tempo nel palazzo di San Marco nel dicembre dell'anno seguente. È in quest'ottica di lotte di potere che va probabilmente inserito l'omicidio dello speziale Andrea Mattucci, compiuto nel 1489 da Saba Mattei su probabile mandato del padre. Nel 1492, invece, ospitò il vicecamerario e governatore di Roma Bartolomeo Moreno, il quale, temendo i tumulti e le faide che spesso accompagnavano la morte di un pontefice, gli aveva chiesto quel soccorso che solo il Mattei poteva garantirgli in quanto conservatore capitolino.

### Ambasciatore
Nel corso della sua carriera politica, Ludovico Mattei svolse anche incarichi da ambasciatore per conto dei papi e della città di Roma in almeno due occasioni: nel giugno 1482, durante la guerra di Ferrara tra Ferdinando I di Napoli e papa Sisto IV, fu inviato a trattare con Alfonso d’Aragona, duca di Calabria; mentre nel 1495, fu tra gli ambasciatori spediti da papa Alessandro VI a Carlo VIII di Francia, in occasione della sua discesa in Italia.

## Ultimi anni e morte
Segnato dalle violenze che accompagnarono Roma negli ultimi decenni del secolo XV e dalla prematura scomparsa dell’amato Saba, Ludovico riuscì ugualmente a difendere il patrimonio e la dignità dei Mattei di Sant'Angelo, mantenendo la guida politica e finanziaria del clan ancora fino al primo decennio del Cinquecento. Nel 1504 denunciò Vannozza Cattanei, madre di Cesare Borgia, per furto di bestiame dalla sua masseria in Campo Salino, lungo la via Portuense.
Ludovico dettò l’ultimo testamento il 13 dicembre del 1512 o del 1513, nominando eredi universali degli immobili posseduti in platea della Pescina (l'odierna piazza Mattei) il figlio Pietro Antonio e il nipote Ciriaco, figlio di Saba, e morì l'anno seguente. L’ospedale di Santa Maria in Portico, di cui Ludovico era associato, celebrò l'anniversario della sua morte nella chiesa di San Francesco in Trastevere.